# Hruszka (obwód kirowohradzki)
Hruszka (ukr. Грушка) – wieś na Ukrainie, w obwodzie kirowohradzkim, w rejonie hołowaniwskim (do 2020 r. w rejonie błahowiszczeńskim), w hromadzie Błahowiszczenśke. W 2001 liczyła 1533 mieszkańców. W 2025 liczyła 1193 mieszkańców.